# 653 Berenike
653 Berenike este un asteroid din centura principală, descoperit pe 27 noiembrie 1907, de Joel Metcalf.